# LZ4
LZ4 est à la fois un algorithme et un logiciel libre de compression de données sans perte développé depuis 2011 par Yann Collet (également connu sous le pseudonyme « Cyan »), notamment axé sur la rapidité de décompression.
Il s'agit aussi de l'implémentation de référence en C de cet algorithme.

## Caractéristiques
LZ4 est un algorithme de type LZ77, c'est-à-dire de compression par dictionnaire avec fenêtre glissante.
Il est conçu pour être extrêmement rapide, tant à la compression qu'à la décompression, aux dépens du ratio de compression. Il est ainsi comparable à LZO, FastLZ, QuickLZ ou Snappy.

## Utilisations
LZ4 est utilisé dans des contextes variés, notamment le noyau Linux, le système de fichiers ZFS, le framework de calcul distribué Hadoop ou l'index Lucene.
Il existe des interfaces vers de nombreux langages, tels que Java, Python.

## Licence
L'implémentation de référence en langage C de l'algorithme est distribuée sous licence BSD.